# Gawa Zangpo
Gawa Zangpo foi desi do Reino do Butão entre 1884 e 1886, sucedendo Lam Tshewang e antecedendo Sangay Dorji.